# Markus Winkelhock
Markus Winkelhock (Stuttgart, 1980. június 13. –) német autóversenyző.
Apja, Manfred, valamint két nagybátyja, Joachim és Thomas szintén sikeres autóversenyzők voltak. Édesapja 1985-ben, a Mosport Parki 1000 kilométeres viadalon halálos balesetet szenvedett.

## Pályafutása

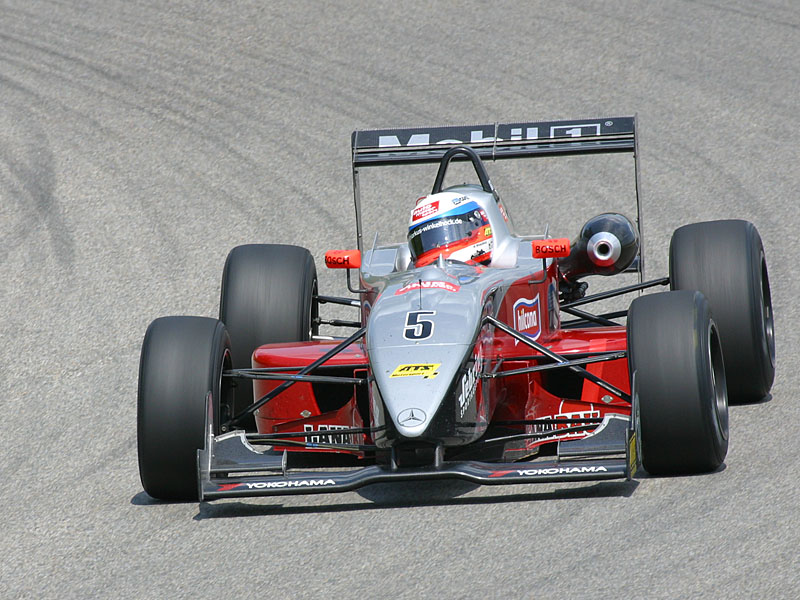
2002-ben a német Formula–3-as bajnokság egy futamán

1998-ban másodikként zára a Formula König sorozatot. Az ezt követő két évet különböző Formula–Renault szériákban töltötte.
2001-ben és 2002-ben hazája Formula–3-as bajnokságában versenyzett. Első évében három futamgyőzelmet is szerzett és ötödikként zárt a ponttáblázaton, 2002-ben pedig egy futamgyőzelemmel a tabella hetedik helyén végzett.
2003-ban a Formula–3 Euroseries-ben versenyzett. A szezon során két futamgyőzelmet szerzett, egyet a Nürburgringen, egyet pedig Magny-Cours-ban. A összetett értékelést végül negyedikként zárta, mindössze három pontos hátrányban a harmadik Olivier Pla mögött.
2004-ben debütált a német túraautó-bajnokságban. A szezon összes versenyén rajthoz állt, azonban egyszer sem végzett pontot érő helyen. 2005-ben a World Series by Renault sorozatban indult. Három futamon volt első, a pontversenyt Robert Kubica és Adrián Vallés mögött a harmadik pozícióban zárta.

### Formula–1
2006. január 24-én bejelentették, hogy ő lesz a Formula–1-es Midland F1 Racing csapatának tesztversenyzője a 2006-os szezonban. Markus a bahreini, az ausztrál, a német, valamint a magyar nagydíj pénteki tesztjein szerepelt.
2007-re a Midland-istálló megszűnt, helyét a Spyker F1 vette át. Az újjáalakult csapatnál Markus maradt, mint teszt-, és tartalékversenyző. Christijan Albers a brit versenyt követően elhagyta a csapatot, a sajtó és a csapat pedig több versenyzőt is megnevezett a helyére, mit lehetséges indulót a soron következő európai nagydíjra. Markus mellett Christian Klien és Narain Karthikeyan is szóba került. Végül Markus mellett döntöttek, aki így hazai közönség előtt, a Nürburgringen debütálhatott a világbajnokságon. Az időmérőedzésen az utolsó helyre kvalifikálta magát, így a huszonkettedik helyről kezdhette a futamot. Percekkel a rajt után erős esőzés érte el a versenypályát. A mezőnyből egyedül Marcus rajtolt esőgumikkal, így nagy előnyhöz jutott a többi versenyzővel szemben, akik sorra álltak ki kerékcserére, vagy csúsztak meg a nedves úton. A káoszban hamar az élre állt, és a piros zászlós megszakításig vezette a futamot. Az új rajtot az első helyről várhatta. Rövid ideig a biztonsági autó mögött haladt a mezőny. Kiállása után Felipe Massa és Fernando Alonso egyből megelőzte Marcust, aki hamar hátracsúszott. A tizenötödik körben műszaki hiba miatt kiesett. A következő nagydíjtól már nem ő, hanem Jamamoto Szakon vezette a csapat autóját.

### Német túraautó-bajnokság
2007 óta újra hazája túraautó-bajnokságában versenyez.

### Túraautó-világbajnokság
A GT1 Világbajnokság megszűnése után 2013-tól a Münnich Motorsport-tal együtt a WTCC sorozatban folytatja pályafutását.

## Eredményei

### Teljes Formula–3 Euroseries-eredménylistája
(Táblázat értelmezése)

(Félkövér: pole-pozícióból indult; dőlt: leggyorsabb kört futott) 

| Év   | Csapat                  | 1        | 2        | 3        | 4        | 5        | 6        | 7        | 8       | 9       | 10       | 11    | 12    | 13      | 14      | 15      | 16      | 17        | 18     | 19    | 20      | Helyezés | Pont |
| ---- | ----------------------- | -------- | -------- | -------- | -------- | -------- | -------- | -------- | ------- | ------- | -------- | ----- | ----- | ------- | ------- | ------- | ------- | --------- | ------ | ----- | ------- | -------- | ---- |
| 2003 | ADAC Berlin-Brandenburg | HOC1 1 3 | HOC1 2 4 | ADR 1 Ki | ADR 2 17 | PAU 1 21 | PAU 2 Ki | NOR 1 Ki | NOR 2 5 | LMS 1 8 | LMS 2 18 | NÜR 1 | NÜR 2 | A1R 1 4 | A1R 2 6 | ZAN 1 4 | ZAN 2 4 | HOC2 1 Ki | HOC2 2 | MAG 1 | MAG 2 9 | 4.       | 71   |

### Teljes Formula Renault 3.5-eredménylistája
(Táblázat értelmezése)

(Félkövér: pole-pozícióból indult; dőlt: leggyorsabb kört futott) 

| Év   | Csapat                | 1        | 2       | 3        | 4        | 5        | 6     | 7       | 8        | 9       | 10       | 11      | 12      | 13      | 14      | 15    | 16      | 17      | Helyezés | Pont |
| ---- | --------------------- | -------- | ------- | -------- | -------- | -------- | ----- | ------- | -------- | ------- | -------- | ------- | ------- | ------- | ------- | ----- | ------- | ------- | -------- | ---- |
| 2005 | Draco Multiracing USA | ZOL 1 Ki | ZOL 2 3 | MON 1 Ni | VAL 1 11 | VAL 2 12 | LMS 1 | LMS 2 5 | BIL 1 Ki | BIL 2 7 | OSC 1 Ki | OSC 2 3 | DON 1 5 | DON 2 1 | EST 1 4 | EST 2 | MNZ 1 3 | MNZ 2 1 | 3.       | 114  |

### Teljes Formula–1-es eredménylistája
(Táblázat értelmezése)

(Félkövér: pole-pozícióból indult; dőlt: leggyorsabb kört futott) 

| Év   | Csapat     | Modell        | Motor                | 1      | 2   | 3      | 4   | 5   | 6   | 7   | 8   | 9   | 10     | 11  | 12     | 13     | 14  | 15  | 16  | 17  | 18  | Helyezés | Pont |
| ---- | ---------- | ------------- | -------------------- | ------ | --- | ------ | --- | --- | --- | --- | --- | --- | ------ | --- | ------ | ------ | --- | --- | --- | --- | --- | -------- | ---- |
| 2006 | MF1 Racing | Midland M16   | Toyota RVX-06 2.4 V8 | BHR Tp | MAL | AUS Tp | SMR | EUR | ESP | MON | GBR | CAN | USA    | FRA | GER Tp | HUN Tp | TUR | ITA | CHN | JPN | BRA | –        | –    |
| 2007 | Spyker     | Spyker F8-VII | Ferrari 056H 2.4 V8  | AUS    | MAL | BHR    | ESP | MON | CAN | USA | FRA | GBR | EUR Ki | HUN | TUR    | ITA    | BEL | JPN | CHN | BRA |     | 26.      | 0    |

### Teljes DTM-eredménylistája
(Táblázat értelmezése)

(Félkövér: pole-pozícióból indult; dőlt: leggyorsabb kört futott) 

| Év   | Csapat   | 1       | 2      | 3      | 4       | 5      | 6      | 7      | 8      | 9       | 10      | 11      | Helyezés | Pont |
| ---- | -------- | ------- | ------ | ------ | ------- | ------ | ------ | ------ | ------ | ------- | ------- | ------- | -------- | ---- |
| 2004 | Mercedes | HOC1 15 | EST 17 | ADR 20 | LAU 13  | NOR 18 | SHA1 9 | NÜR Ki | OSC 16 | ZAN 14  | BRN 18  | HOC2 13 | 19.      | 0    |
| 2007 | Audi     | HOC1    | OSC    | LAU Ki | BRH 14  | NOR    | MUG 9  | ZAN 13 | NÜR Ki | CAT 12  | HOC2 13 |         | 19.      | 0    |
| 2008 | Audi     | HOC1 12 | OSC 6  | MUG 7  | LAU Ki  | NOR 11 | ZAN 8  | NÜR 9  | BRH 11 | CAT 11  | BUG 11  | HOC2 Ki | 11.      | 6    |
| 2009 | Audi     | HOC1 4  | LAU Ki | NOR 13 | ZAN Kiz | OSC Ki | NÜR 4  | BRH Ki | CAT Ki | DIJ 10  | HOC2 8  |         | 10.      | 11   |
| 2010 | Audi     | HOC1 15 | VAL Ki | LAU 10 | NOR Ki  | NÜR Ki | ZAN Ni | BRH Ki | OSC Ki | HOC2 Ki | ADR 4   | SHA 7   | 12.      | 7    |

1 - A sanghaji futam nem volt része a bajnokságnak